# アエリオン AS2
アエリオン AS2
- 用途：ゼネラル・アビエーション
- 分類：ビジネスジェット
- 製造者：アエリオン・コーポレーション
- 運用者：フレックスジェット（予定）
- 初飛行：2021年（目標）
- 運用開始：2023年（目標）
- 運用状況：開発中止

アエリオン AS2（Aerion AS2）は、アエリオン・コーポレーションがエアバスと共同開発していた超音速ビジネスジェット。

## 概要
アエリオンは2002年に新世代の超音速旅客機の開発のために設立された企業で、ネバダ州リノに本社を置き、アメリカ航空宇宙局（NASA）などと共同研究を行ってきた。AS2はアエリオンが開発する最初の航空機として、2014年5月19日に構想が発表された。開発はエアバス・グループとの協働で進められる。2021年の初飛行、2023年の就航を目指して開発が行われていた。
2015年11月17日、ビジネスジェットのフラクショナル・オーナーシップ事業を展開するフレックスジェットは、全米ビジネス航空協会（NBAA）の総会において、AS2を20機確定発注したと発表した。

## 機体
AS2は、8～12人乗りのビジネスジェットとして開発される。現在発表されている機体デザインでは、超音速飛行に最適化した機体形状であるため、従来のジェット旅客機と比較して細長い胴体と薄く短い翼が特徴である。客室は胴体の前半部となる。主翼は、NASAと共同研究を行っている超音速自然層流翼の翼形を採用した台形型で、付け根にはストレーキが設けられる。エンジンは3発で機体後部の左右と胴体上部に配置される。T字尾翼を採用している。機体は前縁など一部にチタンを使用するほかは、炭素繊維により構成される。

## 性能
AS2の最高速度はマッハ1.5で、マッハ1.4での長距離巡航が可能である。大西洋横断の場合は約3時間、太平洋横断の場合は約6時間、マッハ1.4での超音速巡航を維持する。AS2はマッハ1.2でのブームレスクルーズが可能となるよう計画されている。通常、超音速飛行では衝撃波による地上への影響が発生するため、コンコルドの超音速飛行は大西洋上でのみ許可されていたが、AS2の場合、この速度域ではソニックブームを起こす衝撃波は、基本的に地面に到達する前に拡散することになる。これにより、国際民間航空機関（ICAO）の規格に則り、米国内で現在禁止されている超音速飛行を可能とする予定であった。
最大離陸重量での離陸滑走路長は2,286 m（7,500フィート）で、離陸重量を約45トン（100,000ポンド）とした場合、1,828 m（6,000フィート）の滑走路長で運用可能である。補助動力装置(APU)を装備しており、地上側に特別な設備を要求しないため、多くの空港への運航が可能となるはずであった。

## 機体諸元（計画値）
出典：Aerion Corporation
- 全長：51.8m（170フィート）
- 全幅：18.6m（61フィート）
- 全高：6.7m（22フィート）
- 翼面積：125.0 m2（1,350平方フィート）
- 客室高：1.9 m（6フィート2インチ）
- 客室幅：2.2 m（7フィート6インチ）
- 客室長：9.1 m（30フィート）
- 最大離陸重量：54,884 kg（121,000ポンド）
- エンジン：ターボファンエンジン × 3[6]
- 推力：7,258 kg（16,000ポンド）級 × 3[6]
- 最大速度：マッハ1.5
- 巡航速度：マッハ1.4
- ブームレス巡航速度：マッハ1.1 - 1.2
- 巡航速度（亜音速）：マッハ0.95
- 着陸速度：250 km/h（135ノット）
- 航続距離（マッハ1.4）：8,797 km（4,750マイル）
- 航続距離（マッハ0.95）：9,816 km（5,300マイル）
- 離陸滑走距離：2,286 m（7,500フィート）
- 乗員：2名
- 乗客：8 - 12名